# Route nationale 27 (Guinée)
Pour les articles homonymes, voir Route nationale 27.
La Route nationale 27 (N27) est une route nationale en république de Guinée, commençant à Labé à la sortie de la N5 et se terminant à Kobala à l'entrée de la N30. Elle mesure 196 kilomètres de long.

## Tracé
- Labé
- Dionfo
- Kénian
- Tougué
- Dianvélia